# أليكس فيليبي نيري
أليكس فيليبي نيري (14 أغسطس 1975 في البرازيل – )؛ هو لاعب كرة قدم سابق كان يلعب كلاعب وسط.

## وصلات خارجية
- أليكس فيليبي نيري على موقع رابطة كرة القدم اليابانية للمحترفين (اليابانية)
- أليكس فيليبي نيري على موقع Soccerway.com (الإنجليزية)